# Саркский диалект
Саркский диалект (норманд. serkyee) — диалект нормандского языка, распространённый на острове Сарк (Нормандские острова).

## История
Саркский диалект происходит от джерсийского диалекта, на котором говорили члены сорока семей с Джерси, поселившиеся на до этого необитаемом Сарке в XVI веке. Саркский диалект также испытал влияние гернсийского диалекта. В то время как в лексике саркского языка к настоящему времени накопилось много англицизмов, его фонетическая система сохраняет особенности, утраченные джерсийским диалектом еще в XVI веке. Предположительно в прошлом существовало два саркских субдиалекта.
С конца XX века диалект теряет значение, уступая английскому, что связано с большим числом мигрантов из Великобритании и отсутствием внимания к диалекту со стороны властей.
Точных данных о количестве носителей саркского нет, но по оценке 1998 года их было не более двадцати (из шестисот жителей острова).

## Письменность
Письменной нормы саркского диалекта не существует, количество текстов на диалекте невелико. Самый старый известный текст на саркском — притча о сеятеле из Евангелия от Матфея. Он был записан в 1862 году лингвистом Луи Люсьеном Бонапартом, который изучал диалекты Нормандских островов.